# Jeanne de Clisson
Jeanne de Clisson, född 1300, död 1359, var en bretonsk adelsdam och pirat, känd som Lejoninnan i Bretagne. Hon gjorde sig berömd för sin piratverksamhet i Engelska kanalen, där hon överföll franska skepp under bretonska tronföljdskriget från 1343 till 1356.
Jeanne de Belleville gifte sig 1312 med sin förste make Geoffrey de Châteaubriant VIII. De fick två barn tillsammans: Geoffrey IX (1314–1347) och Louise (1316–1383), innan Geoffrey dog 1326. 1328 gifte hon om sig med Guy of Penthièvre, men det äktenskapet annullerades 1330 av påven Johannes XXII. 1330 gifte Jeanne sig med den bretonske adelsmannen Olivier de Clisson, med vilken hon ska ha haft ett gott förhållande. Paret fick fem barn tillsammans: Isabeau (1325–1343), Maurice (1333–1334), Olivier V (1336–1407), Guillaume (1338–1345) och Jeanne (1340–?).
Olivier de Clisson deltog i det bretonska tronföljdskriget, på Frankrikes sida, men avrättades för förräderi av den franske kungen den 2 augusti 1343.
Jeanne de Clisson svor att hämnas makens död. Hon sålde familjens egendom och investerade i en flotta av piratfartyg, och som dess kapten ägnade hon sig sedan åt att framgångsrikt överfalla franska skepp i Engelska kanalen. Hon lämnade alltid tre sjömän vid liv på de skepp hon överföll, för att vara säker på att den franske kungen fick veta att det var hon som var ansvarig.
Det är möjligt, men inte bekräftat, att hon hade slutit en allians med England och som sådan kan räknas som engelsk kaparkapten.
1356 upphörde de Clisson med sin verksamhet. Hon gifte sig med Sir Walter Bentley, och bodde i kuststaden Hennebont fram till sin död 1359.